# ریس سنتر (تگزاس)
ریس سنتر (به انگلیسی: Reese Center) یک منطقهٔ مسکونی در ایالات متحده آمریکا است که در شهرستان لوبوک، تگزاس واقع شده‌است. ریس سنتر ۱۶٫۹ کیلومتر مربع مساحت و ۴۲ نفر جمعیت دارد.